# David Campbell (chính khách Úc)
David Andrew Campbell (sinh ngày 27 tháng 7 năm 1957), một cựu chính khách Úc, là thành viên của Hội đồng Lập pháp New South Wales cho Keira từ năm 1999 đến năm 2011. Một cựu Thị trưởng của Wollongong, Campbell là Bộ trưởng Bộ Giao thông vận tải trong Chính phủ NSW từ ngày 8 tháng 9 năm 2008 cho đến khi từ chức vào ngày 20 tháng 5 năm 2010. Vào ngày 28 tháng 9 năm 2010, Campbell tuyên bố rằng ông sẽ không tìm kiếm sự chứng thực Lao động để tái đắc cử tại cuộc bầu cử năm 2011 tại NSW.

## Tuổi thơ
Campbell được sinh ra ở Bulli, New South Wales, con trai của Margaret và Harry Campbell. Năm 1974, Campbell kết hôn với Edna và họ cùng nhau có hai con trai trưởng thành.
Campbell gia nhập Đảng Lao động vào giữa những năm 1970. Ông là một ủy viên trong Hội đồng Thành phố Wollongong từ 1987 đến 1999 và Thị trưởng từ tháng 9 năm 1991 đến 1999. Ông được bổ nhiệm làm Uỷ viên của Đại học Wollongong vào năm 1995.